# Énée, Anchise et Ascagne
Enée, Anchise et Ascagne est une sculpture baroque de l'artiste italien Le Bernin réalisée vers 1618-1619. Conservée à la Galerie Borghèse à Rome, la sculpture représente une scène de l'Énéide de Virgile, où le héros Énée conduit sa famille hors de Troie après l'incendie de la ville.

## Histoire
La statue est réalisée par Le Bernin alors qu'il a vingt-deux ans ; on pense qu'il a bénéficié de l'aide de son père, Pietro Bernini. Grâce à son père, le jeune Bernin gagne alors en renommée dans les hautes sphères de Rome ; les célèbres sculptures maniéristes de Pietro sont même commandées par le pape. Grâce à quelques commandes mineures pour Paul V, Gianlorenzo commence à être reconnu comme un sculpteur très prometteur. Le pape ne peut toutefois pas croire qu'une personne si jeune puisse réaliser une telle œuvre. Ces sculptures, surtout les antiques, ont fini par attirer l'attention du cardinal Scipione Caffarelli-Borghese, qui aime les arts, l'argent et la beauté physique masculine, et qui est l'homme le plus puissant de Rome après le pape.
Le fils de Gian Lorenzo attribue l'œuvre à son père lorsqu'il est âgé de quinze ans, la datant donc de 1613, une datation également acceptée par Philippe Baldinucci. La découverte d'un billet de paiement pour le socle datant de 1619 a permis de retarder la date de création du groupe sculptural, la fixant à une date proche de cette date, soit 1618-1619 : il a probablement été commencé vers 1618 et a été terminée l'année suivante, lorsque Gian Lorenzo est âgée de vingt-deux ans, et avec la seule collaboration de son père,.
Il constitue la première commande du cardinal Scipione Borghese au Bernin, le plus ancien des quatre groupes sculpturaux que le cardinal Scipione Borghese a commandé à un jeune talent déjà reconnu, les autres étant Apollon et Daphné, L'Enlèvement de Proserpine et le David. L'œuvre, qui meuble la villa de Scipione Borghese à l'extérieur de la Porta Pinciana à partir d'octobre 1619, est conservée depuis 1888 dans la salle des Gladiateurs de la Galerie Borghèse, à Rome.

## Sujet
L'Énéide, le poème épique latin qui raconte l'histoire d'Énée, un Troyen qui quitta sa ville natale et finit par se retrouver en Italie, où il devint l'ancêtre du peuple romain, constitue l'inspiration du Bernin pour cette œuvre. Le sujet est tiré du deuxième livre, qui raconte la fuite audacieuse d'Énée, d'Anchise et d'Ascagne après l'incendie de Troie. La scène représentée est le moment où Énée porte son père, le vieil Anchise, et son fils Ascagne hors de Troie, après que la ville a été mise à sac par l'armée grecque.

## Description
Le groupe grandeur nature montre trois générations de la famille d'Énée. Le jeune homme est Énée, qui porte un homme plus âgé, son père Anchise, sur son épaule. Il regarde sur le côté avec une forte détermination. La lignée divine d'Énée, sa mère est Aphrodite, est soulignée à travers la peau de lion drapée autour de son corps (la peau de lion représente généralement le pouvoir et est souvent liée à Hercule, un descendant de Zeus). Son jeune fils, Ascagne, le suit.
Le sujet est néanmoins interprété par le Bernin avec un large recours à des idées personnelles et une grande profondeur de pensée : Enée a sur ses épaules son vieux père Anchise, paralysé des jambes et au dos courbé, qui tient le vase avec les cendres de ses ancêtres (les Lares tutélaires), au sommet duquel se trouvent deux minuscules statues de Pénates, des dieux domestiques romains. Le troisième personnage est le petit Ascagne, fils d'Énée, qui suit les deux parents serrant dans sa main le feu éternel conservé dans le temple de Vesta, qui enflammera la nouvelle vie de Rome.

## Interprétation
L'œuvre, sculptée vers 1619, dépeint les trois âges de l'homme sous trois angles, basée sur une figure d'une fresque de Raphaël, et reflétant peut-être le moment où le fils succède au rôle du père. L'image montre l'enfance de l'homme, son âge mûr et sa sénilité, l'un s'appuyant sur l'autre, présentant la continuité de la vie et comment une phase est liée à l'autre.
Comme toutes les sculptures du Bernin, Enée, Anchise et Ascagne montre avec beaucoup de réalisme et de simplicité la tragédie de la vie humaine, condamnée à voir sa propre décomposition au fil des ans, faisant réfléchir l'observateur sur son propre destin.

## Analyse

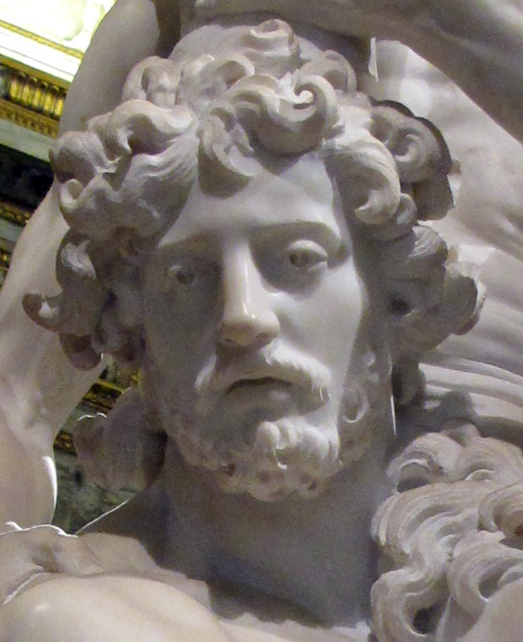
Détail.

Le Bernin n'a que vingt ans lorsque l'œuvre est achevée. Il est donc normal de constater que le style d'exécution doit encore beaucoup à d'autres artistes, son propre style devenant plus apparent avec les autres pièces commandées par le cardinal Scipione Borghese. L'influence de son père Pietro Bernini est évidente dans le traitement plutôt grossier des personnages. On y retrouve des éléments du sculpteur du XVIe siècle Jean Bologne, notamment dans la manière dont il tente de construire un sentiment de mouvement ascendant, du jeune Ascagne jusqu'à son grand-père Anchise. La figure du Christ de la Minerve de Michel-Ange à la basilique de la Minerve pourrait avoir servi d'exemple pour la figure d'Énée. Le visage d'Énée semble reprendre le Saint Jean-Baptiste de Pietro Bernini de la chapelle Barberini de l'église Sant'Andrea della Valle. De plus, la posture de la sculpture fait écho à une autre œuvre réalisée par son père, Saint Matthieu et l'ange : le pied gauche d'Énée et le pied droit d'Ascagne sont levés vers l'avant, tandis que dans la sculpture de Saint Matthieu de Pietro, la position est la même, mais en miroir.
L’œuvre, encore expérimentale dans un certain sens, révèle également une réflexion réfléchie sur des œuvres picturales, dont parmi les plus significatives : la fresque de Raphaël L'Incendie de Borgo (musées du Vatican, Chambres de Raphaël), qui représente une scène similaire, montrant un homme portant son père avec son fils à côté d'eux ; la propre interprétation d'Énée fuyant Troie peinte par Federico Barocci (Galerie Borghèse), qui se trouvait dans la collection du cardinal Borghèse ;  Saint Jérôme écrivant du Caravage, dont le Bernin s'est inspiré pour la figure d'Anchise ; la Dernière Communion de Saint Jérôme du Dominiquin et le Tondo Doni de Michel-Ange.
Les âges différents des trois protagonistes ont donné à l'artiste l'occasion d'exposer sa virtuosité technique dans le rendu de la peau des trois sujets : veloutée et douce de l'enfant, vigoureuse et turgescente d'Énée, douce et ridée d'Anchise. De plus, le dynamisme est remarquable, non seulement physique (avec la composition en spirale ascendante, toujours liée aux anciennes formes maniéristes), mais aussi psychologique, qui anime le marbre. Anchise, bien que craintif, est optimiste et brandit avec amour le symbole de sa patrie abandonnée ; Enée est marqué par une résignation virile et par le présage qu'il est le fondateur de la nouvelle civilisation romaine, tandis qu'Ascagne aux cheveux bouclés, est effrayé mais plein d'espoir, tout comme son grand-père Anchise.

## Critiques

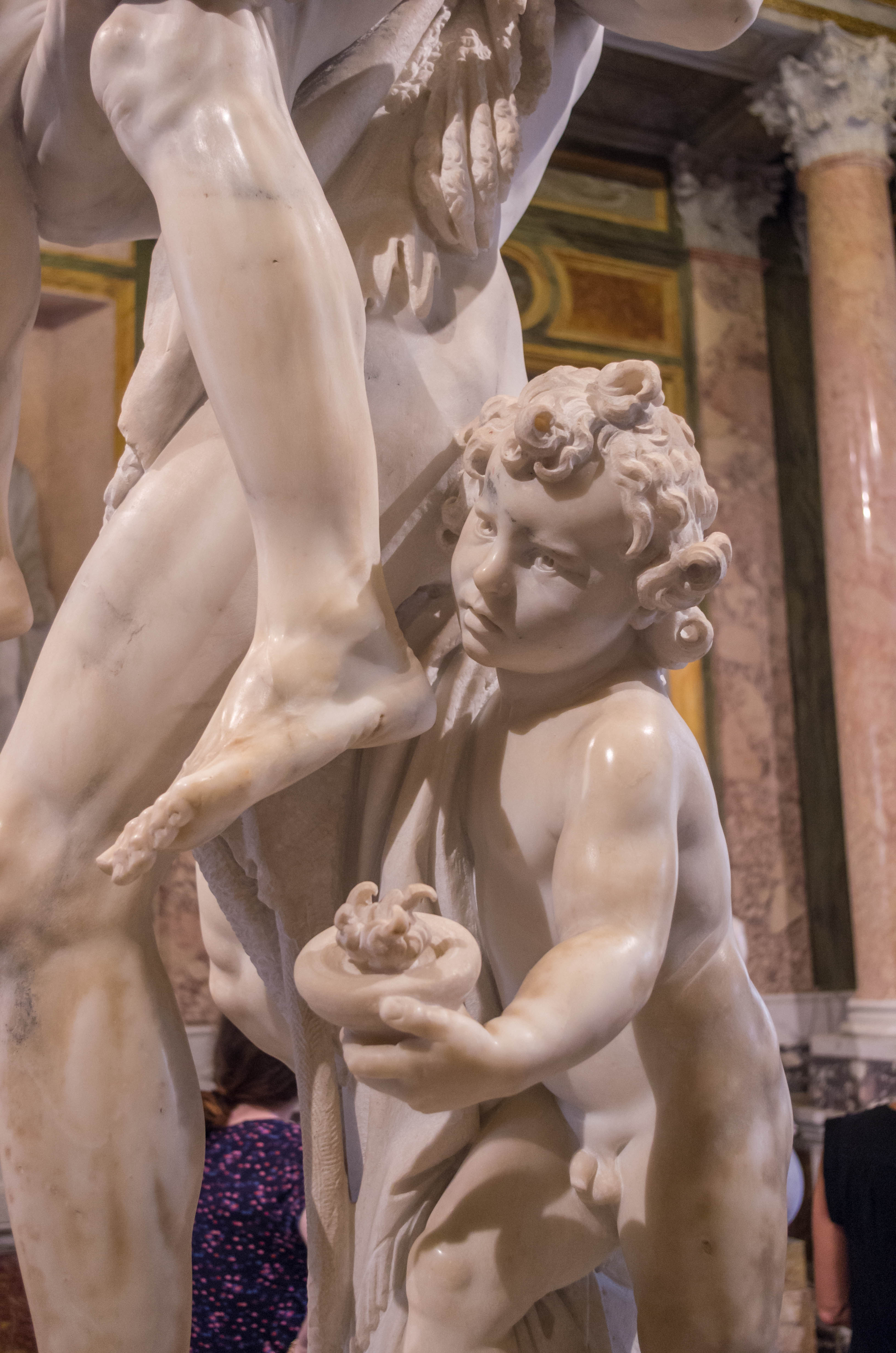
Détail.

La sculpture a été pendant longtemps considérée comme étant du père du Bernin, Pietro. Même si des preuves ultérieures ont révélé que la statue était de Gian Lorenzo, l'accueil critique de la sculpture a été mitigé. Howard Hibbard a reconnu l'habileté dans le contraste entre la peau ferme d'Énée et la peau affaissée du vieil Anchise, mais a également noté que la statue était « exiguë et hésitante ». D'autres ont vu dans cette sculpture, comme dans les autres sculptures du cardinal Borghèse, une évolution par rapport aux sculptures maniéristes antérieures. Ann Sutherland Harris compare l'œuvre du Bernin avec L' Enlèvement des Sabines de Jean Bologne. La composition pyramidale de ce dernier invite les spectateurs à se promener autour d'elle, en voyant différentes expressions des personnages, ainsi que la forme et la texture de leurs corps depuis différentes positions ; la sculpture du Bernin, en revanche, permet d'avoir un seul point de vue à partir duquel voir les expressions des trois personnages - avec beaucoup moins d'éléments de l'histoire évidents lorsqu'ils sont regardés sous différents angles.